# Diocesi di Doumé-Abong' Mbang
Ë
La diocesi di Doumé-Abong' Mbang (in latino Dioecesis Dumensis-Abongensis-Mbangensis) è una sede della Chiesa cattolica in Camerun suffraganea dell'arcidiocesi di Bertoua. Nel 2021 contava 142.000 battezzati su 285.000 abitanti. È retta dal vescovo Jan Ozga.

## Territorio
La diocesi comprende il dipartimento di Haut-Nyong nella regione dell'Est in Camerun.
Sede vescovile è la città di Doumé, dove si trova la cattedrale dei Santi Pietro e Paolo. Ad Abong-Mbang si erge la concattedrale del Sacro Cuore.
Il territorio è suddiviso in 25 parrocchie.

## Storia
Il vicariato apostolico di Doumé fu eretto il 3 marzo 1949 con la bolla Quo faciliori di papa Pio XII, ricavandone il territorio dal vicariato apostolico di Yaoundé (oggi arcidiocesi).
Il 14 settembre 1955 il vicariato apostolico è stato elevato a diocesi con la bolla Dum tantis dello stesso papa Pio XII. Originariamente era suffraganea dell'arcidiocesi di Yaoundé.
Il 17 marzo 1983 ha ceduto una porzione del suo territorio a vantaggio dell'erezione della diocesi di Bertoua (oggi arcidiocesi) e contestualmente ha assunto il nome attuale.
L'11 novembre 1994 è entrata a far parte della provincia ecclesiastica dell'arcidiocesi di Bertoua.

## Cronotassi dei vescovi
Si omettono i periodi di sede vacante non superiori ai 2 anni o non storicamente accertati.
- René Graffin, C.S.Sp. † (3 marzo 1949 - 15 marzo 1951 dimesso)
- Jacques Teerenstra, C.S.Sp. † (15 marzo 1951 - 13 maggio 1961 deceduto)
- Lambertus Johannes van Heygen, C.S.Sp. † (16 aprile 1962 - 17 marzo 1983 nominato vescovo di Bertoua)
- Pierre Augustin Tchouanga, S.C.I. † (17 marzo 1983 - 24 febbraio 1995 dimesso)
- Jan Ozga, dal 24 gennaio 1997

## Statistiche
La diocesi nel 2021 su una popolazione di 285.000 persone contava 142.000 battezzati, corrispondenti al 49,8% del totale.
| anno | popolazione | popolazione | popolazione | presbiteri | presbiteri | presbiteri | presbiteri                | diaconi | religiosi | religiosi | parrocchie |
| anno | battezzati  | totale      | %           | numero     | secolari   | regolari   | battezzati per presbitero | diaconi | uomini    | donne     | parrocchie |
| ---- | ----------- | ----------- | ----------- | ---------- | ---------- | ---------- | ------------------------- | ------- | --------- | --------- | ---------- |
| 1950 | 22.129      | 200.000     | 11,1        | 27         | 2          | 25         | 819                       |         |           |           |            |
| 1970 | 61.415      | 274.484     | 22,4        | 51         | 5          | 46         | 1.204                     |         | 76        | 68        | 21         |
| 1980 | 94.952      | 382.500     | 24,8        | 53         | 14         | 39         | 1.791                     |         | 59        | 86        | 24         |
| 1990 | 72.190      | 180.000     | 40,1        | 19         | 10         | 9          | 3.799                     |         | 13        | 48        | 25         |
| 1999 | 71.107      | 248.707     | 28,6        | 20         | 12         | 8          | 3.555                     |         | 10        | 36        | 13         |
| 2000 | 71.409      | 249.500     | 28,6        | 26         | 13         | 13         | 2.746                     |         | 15        | 32        | 13         |
| 2001 | 84.827      | 250.000     | 33,9        | 26         | 14         | 12         | 3.262                     |         | 14        | 32        | 13         |
| 2002 | 84.827      | 250.000     | 33,9        | 40         | 26         | 14         | 2.120                     |         | 16        | 48        | 13         |
| 2003 | 117.925     | 220.000     | 53,6        | 39         | 25         | 14         | 3.023                     |         | 19        | 46        | 13         |
| 2004 | 92.646      | 198.302     | 46,7        | 34         | 20         | 14         | 2.724                     |         | 18        | 41        | 32         |
| 2006 | 95.653      | 206.000     | 46,4        | 39         | 27         | 12         | 2.452                     |         | 15        | 55        | 20         |
| 2013 | 102.000     | 247.000     | 41,3        | 26         | 18         | 8          | 3.923                     | 3       | 13        | 47        | 21         |
| 2016 | 131.200     | 272.800     | 48,1        | 36         | 23         | 13         | 3.644                     |         | 20        | 36        | 25         |
| 2019 | 141.000     | 280.300     | 50,3        | 48         | 38         | 10         | 2.937                     |         | 12        | 50        | 25         |
| 2021 | 142.000     | 285.000     | 49,8        | 49         | 39         | 10         | 2.897                     | 7       | 13        | 48        | 25         |